# Les Plans d'Hotonnes
Les Plans d'Hotonnes est une station de sports d'hiver française, située sur la commune de Haut Valromey dans le département de l'Ain, en région Auvergne-Rhône-Alpes. Elle se trouve dans la région naturelle du Bugey et plus précisément du Valromey, dans le massif du Jura. 
Implantée au centre-est de la commune, elle dispose de 9 téléskis, de 15 km de pistes de ski alpin, d'un snowpark et de plus de 150 km de pistes de ski de fond parcourant le domaine skiable du Plateau de Retord. Elle comprend aussi un stade de biathlon. 

## Relief et Géologie
Le relief du Plateau du Retord est escarpé et l'inclinaison est faible. Les précipitations annuelles sont plutôt faibles. 
Les résineux sont majoritaires sur le plateau et la végétation est plus ou moins dense.

## Climat
Le Haut-Bugey connait des étés chauds propres à un climat semi-continental, propice à la culture de certains cépages, mais avec des précipitations importantes. Les hivers sont marqués par l'influence montagnarde, un peu adoucis par les dernières influences océaniques venant buter sur les montagnes, qui importent des précipitations importantes en bas des reliefs.
Le climat des Plans d'Hotonnes est tempéré avec une température très basse en hiver. La zone est considérée comme subarctique.

## Accessibilité
La gare la plus proche est la gare de Bellegarde-sur-Valserine. La station est accessible en voiture par la D39 et la D39B depuis Hotonnes.

## Ski alpin
La station est considérée comme la n°2 des petites stations en Europe, n°5 des petites stations en France et n°3 des stations de ski familiales dans le Jura.

### Remontées
| Nom de la remontée | Date de construction | Longueur (mètres) | Dénivelé (mètres) | Vitesse (m/s) | Temps de trajet (min) | Capacité de transport (personnes par heure) | Fabricant  |
| ------------------ | -------------------- | ----------------- | ----------------- | ------------- | --------------------- | ------------------------------------------- | ---------- |
| Les Tours          | 2010                 | 430               | 53                | 2,7           | 3                     | 850                                         | Doppelmayr |
| Le Bulloz          | 2006                 | 505               | 102               | 3             | 3,10                  | 850                                         | Doppelmayr |
| Le Cabri 2         | 1995                 | 124               | 15                | 1             | 2,20                  | 680                                         | Poma       |
| Le Cabri 1         | 1982                 | 162               | 20                | 1             | 3                     | 265                                         | GMM        |
| La Culaz           | 1972                 | 729               | 116               | 4             | 3,20                  | 900                                         | GMM        |
| Le Bordet 2        | 1970                 | 366               | 67                | 2             | 3,20                  | 600                                         | GMM        |
| La Chèvre 1        | 1966                 | 492               | 132               | 3             | 3                     | 609                                         | GMM        |
| La Chèvre 2        | 1966                 | 522               | 132               | 3             | 3,10                  | 611                                         | GMM        |
| Le Bordet 1        | 1963                 | 240               | 57                | 2             | 2,10                  | 400                                         | GMM        |

### Pistes
Le domaine compte au total 15 km de pistes pour 13 pistes, dont 54% de pistes bleues, 31% de pistes rouges et 15% de pistes vertes.

#### Liste des pistes
2 pistes vertes : 
- Le Cabri
- Les Tours

7 pistes bleues : 
- Le Bordet
- Le Détour
- Le Retour
- Le Petit Bois
- La Culaz
- La Combe
- Le Grand Bois

4 pistes rouges : 
- Le Refuge
- Jonction La Culaz
- La Chèvre
- Le Bulloz

## Hébergement et restauration
Plusieurs bars-restaurants et ventes à emporter sont présents sur le site de la station, et des produits locaux et créations du Bugey sont aussi disponibles.

### Immobilier
Le tarif moyen de l'immobilier au m2 est de 1600€ pour un appartement et de 1700€ pour un chalet.

## Location et services
La station compte une école de ski (ESF) qui propose des cours de ski et des séances de biathlon. 
De plus la location de ski, luge et raquettes l'hiver est aussi possible. L'été, des VTT peuvent être loués dans ces mêmes magasins. De nombreuses activités sont proposées aux enfants aux Plans d'Hotonnes.
Des trottinettes électriques sont à disposition et sont proposées par Ain’s temps loisirs.

## Activités

### Activités hivernales
Les activités proposées par la station en hiver sont le ski de fond, les sorties raquettes et la luge.

### Activités estivales
La station offre plusieurs activités en été telles que le VTT, la randonnéeet le biathlon. 
Les pratiques du ski de fond et du biathlon sont possibles en été dans le stade dédié.

### Biathlon
Le circuit de biathlon des Plans d'Hotonnes est un des premiers à avoir ouvert au début des années 1990.
Le stade de biathlona récemment été rénové dans le but de recevoir les compétitions estivales internationales, telles qu'un championnat de France ou une coupe d'Europe. Le stade permet ainsi la pratique de ski roues en biathlon et en ski de fond. Ajouté à cela, il permet d'assurer un tourisme et des activités de loisirs tout au long de l'année. 
Le champion olympique du relais mixte en 2018 et champion du Monde du relais masculin en 2020, Simon Desthieux, est un biathlète né à Belley qui incarne aujourd'hui la discipline. Il a permis de donner une certaine valeur au projet de rénovation du stade auquel 1,2 million d'euros ont été consacrés. 
Cette rénovation comprend notamment l'installation de 50 cibles, équipées d'un système sonore, pouvant ainsi être utilisées par des malvoyants. Le circuit a été rallongé jusqu'à 4,5 km et agrandi à de nombreux endroits. 
L'équipe de France de biathlon est venue faire un stage d'entrainement en 2020 dans le stade fraichement rénové. Le but poursuivi est ensuite d'y accueillir, une future étape du biathlon Summer Tour qui est l'équivalent des championnats de France de biathlon.

### L'Hivernal Retord Trail
L'Hivernal Retord Trailest un évènement sportif et festif se déroulant aux Plans d'Hotonnes et sur le Plateau du Retord. Sa première édition, prévue en 2021, a été annulée à cause de la crise sanitaire et a été reportée au 12 mars 2022. Cette manifestation qui regroupe plusieurs trails s'adresse aux sportifs de tous niveaux et de tous âges. Cet évènement se déroule en mars, à la fin de la saison hivernale pour ne pas gêner la saison de ski et permet ainsi d'inaugurer la saison de printemps. Les responsables de l'évènement sont l'agence Yaka events, spécialisée dans l'évènementiel sportif, et les Intenses Sessions, une association de traileurs organisatrice de trails sur le Plateau d'Hauteville. Le but est de faire de cette manifestation un évènement annuel dans les années à venir.

### Projets d'aménagements
Dans une optique de développement écoresponsable sur les quatre saisons, plusieurs projets d'aménagements sont confirmés pour 2022 : 
- Les projets de courses d'orientations et de développement et d'aménagement de la station seront gérés par la Communauté de communes.
- Le projet de stade de VTT, soutenu par le syndicat mixte, est accepté et inscrit depuis mars 2021.

## Site officiel des Plans d'Hotonnes
- Site officiel